# История почты и почтовых марок Руанды
История почты и почтовых марок Руанды описывает развитие почтовой связи в Руанде, не имеющем выхода к морю государстве, расположенном в районе Великих озер в восточно-центральной части Африки, граничащем с Угандой, Бурунди, Демократической Республикой Конго и Танзанией, со столицей в г. Кигали.
Руанда входит в число стран — участниц Всемирного почтового союза (ВПС; с 1963), а её нынешним национальным почтовым оператором является компания «Нэшнл Пост Оффис» (Ипосита) (National Post Office (Iposita)).

## Развитие почты
Первое почтовое отделение открылось 18 сентября 1922 года в Кигали. Тогда почтовая служба Руанды была объединена с почтовой службой Бельгийского Конго и главное управление находилось в Леопольдвиле, административном центре Бельгийского Конго.
В соответствии с Брюссельским протоколом от 31 марта 1962 года бельгийское правительство приняло решение о ликвидации «Почты Руанда-Урунди» и создании автономной почтовой службы «Руандийская почта» (Rwandan Post).

## Выпуски почтовых марок

### Германская Восточная Африка
Первыми почтовыми марками, использовавшимися на территории, ныне известной как Руанда, были марки Германской Восточной Африки, которая была колониальной державой в этом районе до 1916 года, когда бельгийские войска захватили территорию во время Первой мировой войны.
В 1916 году на почтовых марках Бельгийского Конго была сделана надпечатка фр. «Ruanda» («Руанда»).

### Руанда-Урунди
В 1916-1962 годах, до обретения независимости, в обращении были почтовые марки Руанды-Урунди.

### Независимость

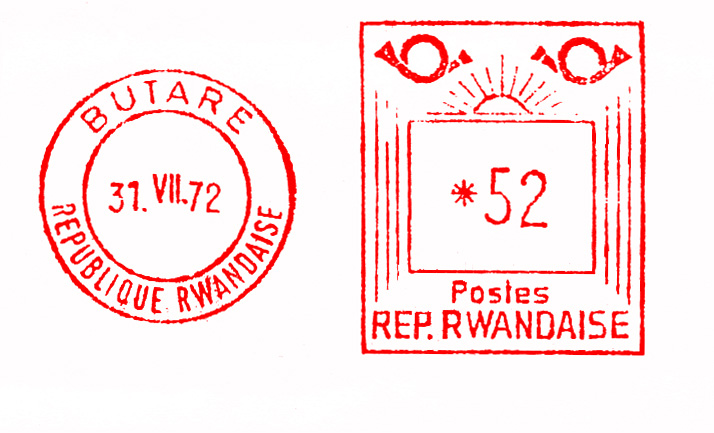
Франкотип Руанды, Бутаре, 1972 г.

Первые почтовые марки независимой Руанды были выпущены 1 июля 1962 года
.
В 1963 году на почтовых марках Руанды-Урунди была сделана надпечатка нового названия государства: фр. «République Rwandaise» («Руандийская Республика»).
В 1964 году вышел первый почтовый блок Руанды.
Для почтовых марок Руанды характерны надписи: фр. «République Rwandaise» («Руандийская Республика»), «Postes» («Почта»).
В 1980 году руандийская почта эмитировала серию из 8 почтовых марок, посвящённую Летним Олимпийским играм 1980 года в Москве.